# Aeroporto di Tjumen'-Roščino
L'aeroporto Internazionale di Tjumen'-Roščino (in russo Aeroport Tjumen'-Roščino) (IATA: TJM; ICAO: USTR) è conosciuto anche come l'aeroporto di Tjumen'-Nordovest. È l'aeroporto internazionale nell'Oblast' di Tjumen', Russia.
L'aeroporto di Tjumen'-Roščino è uno degli hub ed è gestito dalla compagnia aerea russa UTair.

## Storia
L'aeroporto di Tjumen' è stato aperto nel 1969 ed è stato ammodernato nel 1998.
L'aeroporto è stato costruito in seguito alla crescente domanda del trasporto del personale per i giacimenti di petrolio aperti nella Siberia negli anni cinquanta-sessanta.
Il primo jet sovietico atterrato all'aeroporto nel 1972 fu un Tupolev Tu-134 dell'Aeroflot.
Negli anni settanta-ottanta l'aeroporto diventa un hub per il personale addetto ai giacimenti di gas naturale che si sposta dalla Russia europea oltre il circolo polare artico via Tjumen'.
Negli anni ottanta il traffico passeggeri nell'aeroporto raggiungeva 1,5 milioni di persone all'anno, attualmente è diminuito di 5 volte. Nell'azienda lavorano più di 2.000 persone, 250 delle quali sono personale altamente specializzato nella manutenzione dei velivoli. L'aeroporto era la base tecnica della Divisione dell'Aeroflot-Tjumen ed attualmente una delle basi tecniche della compagnia aerea russa l'UTair.
Il 15 maggio 2008 l'aeroporto ha festeggiato i 40 anni dalla fondazione.
Nel periodo gennaio - settembre 2010 il numero dei passeggeri all'aeroporto Roščino è aumentato per un totale di 25% rispetto allo stesso periodo del 2009, in particolare all'aeroporto internazionale di Tjumen' sono transitati 736 634 persone. In particolare, grazie all'ulteriore ampliamento di rete di voli di linea internazionali nei primi nove mesi del 2010 il traffico internazionale aeroportuale è cresciuto per un totale di 54%. All'aeroporto nello stesso periodo sono stati effettuati 6,905 voli, l'8% in più rispetto allo stesso periodo del 2009.

## Terminal e servizi
L'aeroporto è dotato di una sezione dedicata ai voli interni ed un'altra per i voli internazionali, il comando della polizia di frontiera e la dogana, un complesso alberghiero gestito dall'aeroporto stesso.

## Dati tecnici
L'aeroporto è attualmente equipaggiato per la manutenzione, l'atterraggio/decollo degli aerei a medio e lungo raggio: Boeing 737, Boeing 757, Ilyushin Il-18, Ilyushin Il-76, Ilyushin Il-86, L-410, Yakovlev Yak-40, Yakovlev Yak-42, Tupolev Tu-134, Tupolev Tu-154, Antonov An-12, Antonov An-24, Antonov An-26 e di tutti i tipi di elicottero. L'aeroporto è dotato di due piste dotate di sistemi moderni che permettano l'atterraggio/decollo degli aerei in ogni direzione.
L'aeroporto di Tjumen'-Roščino è uno scalo d'emergenza per l'aeroporto di Omsk.

## Collegamenti con Tjumen'
Trasporto pubblico
L'aeroporto è collegato con l'autostazione di Tjumen' e con la Stazione di Tjumen' delle Ferrovie russe con l'autobus-navetta no.35 ogni 10-20 minuti dalle 7:00 alle 22:30. Inoltre, le linee no.10, no.87 e no.141 del trasporto pubblico collegano il terminal aeroportuale con i vari distretti cittadini.
Taxi
24 ore al giorno l'aeroporto di Roščino si può raggiungere con una linea diretta speciale del trasporto pubblico ed anche con i numerosi taxi privati.